# Nannophryne variegata
Espèce
Synonymes
- Bufo variegatus (Günther, 1870)
- Bufo albigularis Philippi, 1902
- Bufo trivittatus Philippi, 1902

Statut de conservation UICN

 LC  : Préoccupation mineure
Nannophryne variegata est une espèce d'amphibiens de la famille des Bufonidae.

## Répartition
Cette espèce se rencontre dans les forêts australes du niveau de la mer à 2 000 m d'altitude depuis le 37e  parallèle sud jusqu'à l'archipel de la Terre de Feu :
- au Chili dans les régions du Biobío, d'Araucanie, des Fleuves, des Lacs, d'Aisén et de Magallanes ;
- en Argentine dans l'extrême Ouest des provinces de Neuquén, de Río Negro, de Chubut et de Santa Cruz.

Cette espèce est la plus méridionale des amphibiens du monde avec Batrachyla antartandica. 

## Publication originale
- Günther, 1870 : Second account of Species of Tailless Batrachians added to the Collection of the British Museum. Proceedings of the Zoological Society of London, vol. 1870, p. 401-402 (texte intégral).